# المنجدة (النادرة)

تعديل مصدري - تعديل

المنجدة محلة تابعة لقرية الصوبة، التابعة لعزلة حدة بمديرية النادرة إحدى مديريات محافظة إب في الجمهورية اليمنية، بلغ تعداد سكانها 136 حسب تعداد اليمن لعام 2004.